# Гаспар де Суніга Монтеррей
Гаспар де Суніга Асеведо-і-Фонсека, п'ятий граф Монтеррей (ісп. Gaspar de Zúñiga Acevedo y Fonseca, quinto conde de Monterrey; 1560, Монтеррей, Іспанія — 16 березня 1606, Ліма, Перу) — іспанський сановник з роду Суніга. Віцекороль Нової Іспанії з 1595 по 1603 рік, віцекороль Перу з 1604 по 1606.

## Біографія
Гаспар де Суніга народився в Іспанії, він був старшим сином 4-го графа Монтеррей. Освіту Гаспар отримував під керівництвом єзуїтських священників. Його рідна сестра була матір'ю могутнього згодом графа-герцога Олівареса, який взяв у дружини дочку Гаспара де Суніга.
У 1578 році вступив на службу до двору короля Філіпа II, згодом він брав участь в португальській компанії командуючи галісійською міліцією. Він також брав участь в обороні порту Ла-Корунья, коли на нього напав англійський корсар Френсіс Дрейк у 1589 році.